# Campeonato Mundial de Atletismo de 2005 - Arremesso de peso feminino
O arremesso de peso  feminino no Campeonato Mundial de Atletismo de 2005 foi realizada no Estádio Olímpico, em Helsinque, na Finlândia, entre os dias 12 e 13 de dezembro de 2005.

## Recordes
Antes desta competição, os recordes mundiais e do campeonato nesta prova eram os seguintes:
| Tipo                  | Atleta             | Distância | Local  | Data                  |
| --------------------- | ------------------ | --------- | ------ | --------------------- |
|                       | Natalya Lisovskaya | 22,63     | Moscou | 7 de junho de 1987    |
| Recorde do campeonato | Natalya Lisovskaya | 21,24     | Roma   | 5 de setembro de 1987 |

## Medalhistas
| Ouro                  | Prata              | Bronze                |
| Olga Ryabinkina (RUS) | Valerie Vili (NZL) | Nadine Kleinert (GER) |

## Calendário
Todos os horários estão no horário local (UTC+2)
| Data         | Horário | Fase         |
| ------------ | ------- | ------------ |
| 12 de agosto | 18:30   | Qualificação |
| 13 de agosto | 18:40   | Final        |

## Resultados

### Qualificação
Qualificação: 18.30 m (Q) ou as 12 melhores performances (q).
Grupo A
| Pos. | Atleta             | Nacionalidade  | Tentativas | Tentativas | Tentativas | Marca | Notas |
| Pos. | Atleta             | Nacionalidade  | 1          | 2          | 3          | Marca | Notas |
| ---- | ------------------ | -------------- | ---------- | ---------- | ---------- | ----- | ----- |
| 1    | Yumileidi Cumbá    | Cuba           | X          | 18.94      | —          | 18.94 | Q     |
| 2    | Olga Ryabinkina    | Rússia         | 17.65      | 18.72      | —          | 18.72 | Q     |
| 3    | Li Meiju           | China          | 17.30      | 17.31      | 18.35      | 18.35 | Q     |
| 4    | Assunta Legnante   | Itália         | 17.46      | 17.80      | 18.06      | 18.06 | q     |
| 5    | Lieja Tunks        | Países Baixos  | 17.75      | 17.62      | 17.87      | 17.87 | q     |
| 6    | Olga Ivanova       | Rússia         | X          | 17.21      | 17.80      | 17.80 |       |
| 7    | Petra Lammert      | Alemanha       | X          | 17.72      | 17.56      | 17.72 |       |
| 8    | Kristin Heaston    | Estados Unidos | 17.53      | X          | X          | 17.53 |       |
| 9    | Vivian Chukwuemeka | Nigéria        | X          | 17.50      | 17.35      | 17.50 |       |
| 10   | Elisângela Adriano | Brasil         | 15.86      | 16.18      | 16.94      | 16.94 |       |
| 11   | Cristiana Checchi  | Itália         | X          | 16.35      | 16.67      | 16.67 |       |
| 12   | Ana Po'uhila       | Tonga          | X          | 15.14      | X          | 15.14 |       |
| —    | Nadezhda Ostapchuk | Bielorrússia   |            |            |            | DSQ   | [ 3 ] |

Grupo B
| Pos. | Atleta                | Nacionalidade     | Tentativas | Tentativas | Tentativas | Marca | Notas |
| Pos. | Atleta                | Nacionalidade     | 1          | 2          | 3          | Marca | Notas |
| ---- | --------------------- | ----------------- | ---------- | ---------- | ---------- | ----- | ----- |
| 1    | Valerie Vili          | Nova Zelândia     | 19.87      | —          | —          | 19.87 | Q,    |
| 2    | Nadine Kleinert       | Alemanha          | 18.90      | —          | —          | 18.90 | Q     |
| 3    | Natallia Mikhnevich   | Bielorrússia      | 18.83      | —          | —          | 18.83 | Q     |
| 4    | Misleydis González    | Cuba              | 18.53      | —          | —          | 18.53 | Q     |
| 5    | Christina Schwanitz   | Alemanha          | 17.82      | 18.17      | 18.35      | 18.35 | Q     |
| 6    | Kimberly Barrett      | Jamaica           | 17.14      | 17.85      | 17.34      | 17.85 |       |
| 7    | Chiara Rosa           | Itália            | 17.32      | X          | X          | 17.32 |       |
| 8    | Cleopatra Borel-Brown | Trinidad e Tobago | 17.31      | X          | 16.96      | 17.31 |       |
| 9    | Oksana Chibisova      | Rússia            | 16.67      | 16.30      | 16.41      | 16.67 |       |
| 10   | Lee Mi-Young          | Coreia do Sul     | 16.18      | X          | 16.60      | 16.60 |       |
| 11   | Yoko Toyonaga         | Japão             | 16.51      | 15.96      | 16.24      | 16.51 |       |
| 12   | Elizabeth Wanless     | Estados Unidos    | 16.50      | 15.98      | 15.73      | 16.50 |       |
| —    | Svetlana Krivelyova   | Rússia            |            |            |            | DSQ   | [ 3 ] |

### Final
A final ocorreu dia 13 de agosto às 18:40.
| Pos.              | Atleta              | Nacionalidade | Tentativas | Tentativas | Tentativas | Tentativas | Tentativas | Tentativas | Marca | Notas |
| Pos.              | Atleta              | Nacionalidade | 1          | 2          | 3          | 4          | 5          | 6          | Marca | Notas |
| ----------------- | ------------------- | ------------- | ---------- | ---------- | ---------- | ---------- | ---------- | ---------- | ----- | ----- |
| Medalha de ouro   | Olga Ryabinkina     | Rússia        | X          | 19.34      | 19.64      | X          | 19.06      | 18.76      | 19.64 |       |
| Medalha de prata  | Valerie Vili        | Nova Zelândia | X          | 18.23      | 19.62      | 19.33      | X          | 19.62      | 19.62 |       |
| Medalha de bronze | Nadine Kleinert     | Alemanha      | X          | 17.92      | 18.70      | 18.87      | 19.07      | X          | 19.07 |       |
| 4                 | Yumileidi Cumbá     | Cuba          | 18.37      | X          | X          | 18.57      | X          | 18.64      | 18.64 |       |
| 5                 | Li Meiju            | China         | 17.51      | 18.20      | 18.35      | X          | 18.10      | X          | 18.35 |       |
| 6                 | Natallia Khoroneko  | Bielorrússia  | 16.91      | 17.85      | 18.25      | 18.02      | 18.34      | X          | 18.34 |       |
|                   |                     |               |            |            |            |            |            |            |       |       |
| 7                 | Christina Schwanitz | Alemanha      | 17.55      | 18.02      | X          |            |            |            | 18.02 |       |
| 8                 | Misleydis González  | Cuba          | 17.85      | 18.01      | 17.82      |            |            |            | 18.01 |       |
| 9                 | Lieja Tunks         | Países Baixos | 17.83      | 17.60      | X          |            |            |            | 17.83 |       |
| 10                | Assunta Legnante    | Itália        | X          | 16.99      | X          |            |            |            | 16.99 |       |
| —                 | Nadezhda Ostapchuk  | Bielorrússia  |            |            |            |            |            |            | DSQ   | [ 3 ] |
| —                 | Svetlana Krivelyova | Rússia        |            |            |            |            |            |            | DSQ   | [ 3 ] |

Legenda
| Recorde mundial       | Recorde mundial (World record)               |                       | Recorde africano                      | Recorde africano (African) |                                           | Q | Classificado por posição (Qualified) |
| Recorde do campeonato | Recorde do campeonato (Championship record)  | Recorde da América    | Recorde da América (Americas)         | q                          | Classificado por melhor tempo (Qualified) |   |                                      |
| Melhor marca do ano   | Melhor marca do ano (World leading)          | Recorde asiático      | Recorde asiático (Asian)              | DNS                        | Não largou (Did not start)                |   |                                      |
| Recorde nacional      | Recorde nacional (National record)           | Recorde europeu       | Recorde europeu (European)            | DNF                        | Não terminou (Did not finish)             |   |                                      |
| Recorde pessoal       | Recorde pessoal do atleta (Personal best)    | Recorde da Oceania    | Recorde da Oceania (Oceania)          | DSQ / DQ                   | Desclassificado (Disqualified)            |   |                                      |
| Recorde da temporada  | Recorde da temporada do atleta (Season best) | Recorde sul-americano | Recorde sul-americano (South America) | NM                         | Sem marca (No mark)                       |   |                                      |